# Asselium
| ❮ | System  | Serie       | Stufe         | ≈ Alter (mya) |
| - | ------- | ----------- | ------------- | ------------- |
| ❮ | später  | später      | später        | jünger        |
| ❮ | P e r m | Lopingium   | Changhsingium | 251,9 ⬍ 254,2 |
| ❮ | P e r m | Lopingium   | Wuchiapingium | 254,2 ⬍ 259,9 |
| ❮ | P e r m | Guadalupium | Capitanium    | 259,9 ⬍ 265,1 |
| ❮ | P e r m | Guadalupium | Wordium       | 265,1 ⬍ 268,8 |
| ❮ | P e r m | Guadalupium | Roadium       | 268,8 ⬍ 272,3 |
| ❮ | P e r m | Cisuralium  | Kungurium     | 272,3 ⬍ 279,3 |
| ❮ | P e r m | Cisuralium  | Artinskium    | 279,3 ⬍ 290,1 |
| ❮ | P e r m | Cisuralium  | Sakmarium     | 290,1 ⬍ 295,5 |
| ❮ | P e r m | Cisuralium  | Asselium      | 295,5 ⬍ 298,9 |
| ❮ | früher  | früher      | früher        | älter         |

Das Asselium ist in der Erdgeschichte die unterste chronostratigraphische Stufe des Unterperm bzw. des Cisuralium. Die Stufe reicht in absoluten Zahlen (geochronologisch) von etwa 298,9 Millionen Jahren bis etwa 295,5 Millionen Jahren. Das Asselium folgt auf das Gzhelium, die oberste Stufe des Karbon, und wird vom Sakmarium abgelöst.

## Namensgebung und Geschichte
Die Stufe wurde 1954 aus der früher umfassenderen Sakmar-Stufe (Sakmarium) durch den sowjetischen Paläontologen, Malakologen und Geologen Wassili Jermolajewitsch Ruschenzew (russisch Василий Ермолаевич Руженцев, 1899–1978) abgetrennt und benannt. Das Asselium ist nach dem russisch-kasachischen Grenzfluss Assel im südlichen Ural benannt.

## Definition und GSSP
Der Beginn des Asselium (und des Cisuraliums) ist durch das Erstauftreten der Conodonten-Art Streptognathodus isolatus definiert. Das Ende der Stufe ist mit dem Erstauftreten der Conodonten-Art Streptognathodus postfusus erreicht. Die von der IUGS festgesetzte global gültige Typuslokalität (GSSP = Global Stratotype Section and Point) befindet sich im Tal des Aidaralash, nahe der Stadt Aqtöbe (russ. Aktjubinsk) im südlichen Ural (Kasachstan).

## Untergliederung
Das Asselium kann in fünf Conodonten-Biozonen unterteilt werden:
- Streptognathodus barskovi-Zone
- Streptognathodus postfusus-Zone
- Streptognathodus fusus-Zone
- Streptognathodus constrictus-Zone
- Streptognathodus isolatus-Zone